# Ostsee-Schnauzen
Ostseeschnauzen war eine deutsche Fernsehserie, die alltägliche Geschichten und Episoden aus dem Zoo Rostock erzählt.
Nach den ARD-Produktionen Elefant, Tiger & Co. und Pinguin, Löwe & Co. versuchte das ZDF als Teil der Sendereihe Zoogeschichten am Nachmittag an den Erfolg bestehender Sendereihen anzuknüpfen.
Im März 2007 startete das ZDF mit den Dreharbeiten zu der Doku-Reihe. In dieser wurden verschiedene Situationen und Geschichten der Tiere und Pfleger aus dem Zoo in Rostock vorgestellt, in dem 1.500 Tiere beheimatet sind.
Die 20 Folgen der Serie Ostsee-Schnauzen wurden erstmals vom 30. Juli bis zum 24. August 2007 ausgestrahlt. Auf dem gleichen Sendeplatz lief zuvor das themengleiche Format Ruhrpott-Schnauzen.
Ähnliche Formate des ZDF waren Berliner Schnauzen, Dresdner Schnauzen, Tierisch Kölsch, Tierische Kumpel sowie Nürnberger Schnauzen.